# Basket vid olympiska sommarspelen 2020
Basket vid olympiska sommarspelen 2020 arrangerades mellan 24 juli och 8 augusti 2021 i Saitama Super Arena och Aomi Urban Sports Park i Tokyo i Japan. Tävlingarna bestod av en turnering för damer och en för herrar med 12 lag i respektive turnering. Dessutom fanns disciplinen 3x3 på programmet för första gången, även här spelades en turnering för damer och för herrar.
Tävlingarna skulle ursprungligen ha hållits mellan 25 juli och 9 augusti 2020 men de blev på grund av Covid-19-pandemin uppskjutna.

## Kvalificering

### Basket
Utöver Japan, som blev automatiskt kvalificerade i egenskap av värdnation, kvalificerade sig elva damlandslag och elva herrlandslag för turneringarna utifrån resultatet i de olika tävlingar som fungerade som kval.

#### Damer
| Turnering                 | Datum                | Spelplats | Platser | Kvalificerade |
| ------------------------- | -------------------- | --------- | ------- | ------------- |
| Värdnation                | 7 september 2013     | i.u.      | 1       | Japan         |
| Världsmästerskapet 2018   | 22–30 september 2018 | Spanien   | 1       | USA           |
| Olympiska kvalturneringar | 6–9 februari 2020    | Belgien   | 2       | Belgien       |
| Olympiska kvalturneringar | 6–9 februari 2020    | Belgien   | 2       | Kanada        |
| Olympiska kvalturneringar | 6–9 februari 2020    | Frankrike | 3       | Australien    |
| Olympiska kvalturneringar | 6–9 februari 2020    | Frankrike | 3       | Frankrike     |
| Olympiska kvalturneringar | 6–9 februari 2020    | Frankrike | 3       | Puerto Rico   |
| Olympiska kvalturneringar | 6–9 februari 2020    | Serbien   | 2       | Nigeria       |
| Olympiska kvalturneringar | 6–9 februari 2020    | Serbien   | 2       | Serbien       |
| Olympiska kvalturneringar | 6–9 februari 2020    | Serbien   | 3       | Kina          |
| Olympiska kvalturneringar | 6–9 februari 2020    | Serbien   | 3       | Sydkorea      |
| Olympiska kvalturneringar | 6–9 februari 2020    | Serbien   | 3       | Spanien       |
| Totalt                    | Totalt               | Totalt    | 12      |               |

#### Herrar
| Turnering                 | Turnering                      | Datum                        | Spelplats | Platser | Kvalificerade |
| ------------------------- | ------------------------------ | ---------------------------- | --------- | ------- | ------------- |
| Värdnation                | Värdnation                     | i.u.                         | i.u.      | 1       | Japan         |
| Världsmästerskapet 2019   | Afrika                         | 31 augusti–15 september 2019 | Kina      | 1       | Nigeria       |
| Världsmästerskapet 2019   | Nord-, Central- och Sydamerika | 31 augusti–15 september 2019 | Kina      | 2       | Argentina     |
| Världsmästerskapet 2019   | Nord-, Central- och Sydamerika | 31 augusti–15 september 2019 | Kina      | 2       | USA           |
| Världsmästerskapet 2019   | Asien                          | 31 augusti–15 september 2019 | Kina      | 1       | Iran          |
| Världsmästerskapet 2019   | Europa                         | 31 augusti–15 september 2019 | Kina      | 2       | Frankrike     |
| Världsmästerskapet 2019   | Europa                         | 31 augusti–15 september 2019 | Kina      | 2       | Spanien       |
| Världsmästerskapet 2019   | Oceanien                       | 31 augusti–15 september 2019 | Kina      | 1       | Australien    |
| Olympiska kvalturneringar | Olympiska kvalturneringar      | 29 juni – 4 juli 2021        | Litauen   | 1       | Slovenien     |
| Olympiska kvalturneringar | Olympiska kvalturneringar      | 29 juni – 4 juli 2021        | Kanada    | 1       | Tjeckien      |
| Olympiska kvalturneringar | Olympiska kvalturneringar      | 29 juni – 4 juli 2021        | Kroatien  | 1       | Tyskland      |
| Olympiska kvalturneringar | Olympiska kvalturneringar      | 29 juni – 4 juli 2021        | Serbien   | 1       | Italien       |
| Totalt                    | Totalt                         | Totalt                       | Totalt    | 12      |               |

### 3x3
Kvalificeringen för 3x3-turneringarna bestämde vilka åtta landslag för damer och vilka åtta landslag för herrar som deltog i turneringarna. Värdnationen Japan garanterades endast en plats i turneringarna, inte en per kön/gren. Fyra lag per turnering kvalificerade sig via världsrankingen, detta reducerades på herrsidan till tre då Japan använde sin garantiplats till herrarnas turnering. Tre lag per turnering kvalicerade sig genom en olympisk kvalturnering och de sista platserna gick till segrarna i en mångsidighetsbaserad olympisk kvalturnering.

#### Damer
| Turnering                                   | Datum           | Spelplats | Platser | Kvalificerade |
| ------------------------------------------- | --------------- | --------- | ------- | ------------- |
| Fibas världsranking                         | 1 november 2019 | i.u.      | 4       | ROC           |
| Fibas världsranking                         | 1 november 2019 | i.u.      | 4       | Kina          |
| Fibas världsranking                         | 1 november 2019 | i.u.      | 4       | Mongoliet     |
| Fibas världsranking                         | 1 november 2019 | i.u.      | 4       | Rumänien      |
| Olympisk kvalturnering                      | 26–30 maj 2021  | Österrike | 3       | Frankrike     |
| Olympisk kvalturnering                      | 26–30 maj 2021  | Österrike | 3       | Japan         |
| Olympisk kvalturnering                      | 26–30 maj 2021  | Österrike | 3       | USA           |
| Mångsidighetsbaserad olympisk kvalturnering | 4–6 juni 2021   | Ungern    | 1       | Italien       |
| Totalt                                      |                 |           | 8       |               |

#### Herrar
| Turnering                                   | Datum           | Spelplats | Platser | Kvalificerade |
| ------------------------------------------- | --------------- | --------- | ------- | ------------- |
| Värdnation                                  | i.u.            | i.u.      | 1       | Japan         |
| Fibas världsranking                         | 1 november 2019 | i.u.      | 3       | Serbien       |
| Fibas världsranking                         | 1 november 2019 | i.u.      | 3       | ROC           |
| Fibas världsranking                         | 1 november 2019 | i.u.      | 3       | Kina          |
| Olympisk kvalturnering                      | 26–30 maj 2021  | Österrike | 3       | Lettland      |
| Olympisk kvalturnering                      | 26–30 maj 2021  | Österrike | 3       | Nederländerna |
| Olympisk kvalturnering                      | 26–30 maj 2021  | Österrike | 3       | Polen         |
| Mångsidighetsbaserad olympisk kvalturnering | 4–6 juni 2021   | Ungern    | 1       | Belgien       |
| Totalt                                      |                 |           | 8       |               |

## Medaljsammanfattning
| Basket                          | Guld | Silver | Brons |
| Damernas turnering Detaljer...  | USA | Japan | Frankrike |
| Damernas turnering Detaljer...  | Jewell Loyd Skylar Diggins-Smith Sue Bird Ariel Atkins Chelsea Gray A'ja Wilson Breanna Stewart Napheesa Collier Diana Taurasi Sylvia Fowles Tina Charles Brittney Griner | Moeko Nagaoka Maki Takada Naho Miyoshi Rui Machida Nako Motohashi Nanaka Todo Saki Hayashi Evelyn Mawuli Saori Miyazaki Yuki Miyazawa Himawari Akaho Monica Okoye                          | Alexia Chartereau Héléna Ciak Alix Duchet Marine Fauthoux Sandrine Gruda Marine Johannès Sarah Michel Endéné Miyem Iliana Rupert Diandra Tchatchouang Valériane Vukosavljević Gabby Williams |
| Herrarnas turnering Detaljer... | USA | Frankrike | Australien |
| Herrarnas turnering Detaljer... | Bam Adebayo Devin Booker Kevin Durant Jerami Grant Draymond Green Jrue Holiday Keldon Johnson Zach LaVine Damian Lillard JaVale McGee Khris Middleton Jayson Tatum        | Frank Ntilikina Timothé Luwawu-Cabarrot Thomas Heurtel Nicolas Batum Guerschon Yabusele Evan Fournier Nando de Colo Vincent Poirier Andrew Albicy Rudy Gobert Petr Cornelie Moustapha Fall | Aron Baynes Matthew Dellavedova Dante Exum Chris Goulding Josh Green Joe Ingles Nick Kay Jock Landale Patty Mills Duop Reath Nathan Sobey Matisse Thybulle                                   |

| 3x3                             | Guld                                                      | Silver                                                           | Brons                                                                 |
| Damernas turnering Detaljer...  | USA                                                       | ROC                                                              | Kina                                                                  |
| Damernas turnering Detaljer...  | Stefanie Dolson Allisha Gray Kelsey Plum Jackie Young     | Jevgenija Frolkina Olga Frolkina Julia Kozik Anastasija Logunova | Wan Jiyuan Wang Lili Yang Shuyu Zhang Zhiting                         |
| Herrarnas turnering Detaljer... | Lettland                                                  | ROC                                                              | Serbien                                                               |
| Herrarnas turnering Detaljer... | Agnis Čavars Edgars Krūmiņš Kārlis Lasmanis Nauris Miezis | Ilja Karpenkov Kirill Pisklov Stanislav Sjarov Aleksandr Zujev   | Dušan Domović Bulut Dejan Majstorović Aleksandar Ratkov Mihailo Vasić |

Denna tabell: visa • redigera

## Medaljtabell
| Pl.    | Nation     | Guld | Silver | Brons | Totalt |
| ------ | ---------- | ---- | ------ | ----- | ------ |
| 1      | USA        | 3    | 0      | 0     | 3      |
| 2      | Lettland   | 1    | 0      | 0     | 1      |
| 3      | ROC        | 0    | 2      | 0     | 2      |
| 4      | Frankrike  | 0    | 1      | 1     | 2      |
| 5      | Japan      | 0    | 1      | 0     | 1      |
| 6      | Australien | 0    | 0      | 1     | 1      |
| 6      | Kina       | 0    | 0      | 1     | 1      |
| 6      | Serbien    | 0    | 0      | 1     | 1      |
| Totalt | Totalt     | 4    | 4      | 4     | 12     |

### Fotnoter
1. ↑  (16 juni 2021). Basketball Competition Schedule. Arkiverad 25 juni 2021 hämtat från the Wayback Machine. olympics.com. Läst 24 juni 2021.
2. ↑  (16 juni 2021). 3x3 Basketball Competition Schedule. Arkiverad 25 juni 2021 hämtat från the Wayback Machine. olympics.com. Läst 24 juni 2021.
3. ↑  Basket. tokyo2020.org. Läst 8 oktober 2019.
4. ↑  Basketball 3X3 ready to rock Tokyo 2020 Olympic Games. tokyo2020.org. Läst 8 oktober 2019.
5. ↑  (Program från 31 juli 2019). Olympic Competition Schedule. tokyo2020.org. Läst 7 oktober 2019.
6. ↑  (30 mars 2020). IOC, IPC, Tokyo 2020 Organising Committee and Tokyo Metropolitan Government announce new dates for the Olympic and Paralympic Games Tokyo 2020. IOK. Läst 24 juni 2021.
7. ↑  ”Qualification System Basketball” (på engelska). https://www.fiba.basketball/qualification-og. Läst 8 oktober 2019.
8. ↑  ”Womens Calender” (på engelska). http://www.fiba.basketball/en/womens-calendar. Läst 8 oktober 2019.
9. 1 2  (15 november 2019). FIBA Olympic Qualifying Tournaments hosts announced for 2020. FIBA. Läst 26 november 2019.
10. ↑  (5 juli 2021). Following FIBA OQTs, Tokyo 2020 Men's Olympics Basketball Tournament field set. FIBA. Läst 20 juli 2021.
11. 1 2 3  Rutard, Sacha. (1 november 2019). 3×3: Victime d’un système baroque, l’équipe de France féminine n’est pas qualifiée directement pour les JO de Tokyo. Basket Europe. Läst 26 november 2019.
12. ↑  ”Qualification System Basketball 3x3” (på engelska). https://www.nocnsf.nl/stream/qualification-system-games-of-the-xxxii-olympiad-tokyo-2020-international-basketball-federation-fiba-basketball-3x3.pdf. Läst 8 oktober 2019.
13. 1 2 3 4  (7 juni 2021). The 16 teams who will compete in 3x3 at the Tokyo Olympics. FIBA. Läst 24 juni 2021.
14. 1 2  (8 augusti 2021). Basketball – Medallists by Event. olympics.com. Läst 8 augusti 2021.
15. ↑  (28 juli 2021). 3x3 Basketball – Women – Medallists. olympics.com. Läst 28 juli 2021.
16. ↑  (28 juli 2021). 3x3 Basketball – Men – Medallists. olympics.com. Läst 28 juli 2021.